# Andrea Ferrari
Andrea Carlo Ferrari OFS (ur. 13 sierpnia 1850 w Lalatta, zm. 2 lutego 1921 w Mediolanie) – włoski duchowny katolicki, tercjarz franciszkański, arcybiskup Mediolanu (1894-1921), kardynał, błogosławiony Kościoła rzymskokatolickiego.
Przyszedł na świat jako Andrea Ferrari. Ukończył seminarium w rodzinnej diecezji Parma i został wyświęcony na kapłana 20 grudnia 1873. Pracował m.in. jako wykładowca w seminarium (fizyka i matematyka). Był też rektorem. W latach późniejszych wykładał teologię fundamentalną i historię Kościoła.
29 maja 1890 mianowany biskupem Guastalla. Konsekrował go kardynał Lucido Maria Parocchi. W pierwszą rocznicę nominacji biskupiej przeniesiony na biskupstwo Como. 18 maja 1894 otrzymał kapelusz kardynalski, a trzy dni później został arcybiskupem Mediolanu. Przybrał wtedy drugie imię Carlo na cześć św. Karola Boromeusza. Brał udział w konklawe 1903 i 1914 roku. Pochowany w kaplicy Virgo Potens w katedrze mediolańskiej. Jego następcą w Mediolanie został przyszły papież Pius XI – Achille Ratti.
Beatyfikacja
Jego beatyfikacji dokonał papież Jan Paweł II 10 maja 1987 roku.
Dzień obchodów
Wspomnienie liturgiczne obchodzone jest 2 lutego.
Zobacz też
- beatyfikowani i kanonizowani przez Jana Pawła II
- kult świętych
- Modlitwa za wstawiennictwem świętego
- święci i błogosławieni Kościoła katolickiego